# Крейг Такер
Крейг Такер (англ. Craig Tucker) — вигаданий другорядний персонаж анімаційного серіалу Південний парк. У перших сезонах Крейгу приділялося мало часу, що давало йому можливість лише зрідка з'являтися в кадрі. Відмітна риса Крейга — його звичка показувати середній палець. Починаючи з шостого сезону він грає більш помітну роль. Крейг одягнений у синю куртку й на голові носить шапку-вушанку синього кольору з жовтим помпоном. 

## Роль в серіалі
Крейг — помітний учень четвертого класу. Починаючи з шостого епізоду, Крейг грає вагому роль в житті класу і всього Південного Парку. Часто сидить за одним столом з Кенні Маккорміком, Стеном Маршем, Кайлом Брофловськи й Еріком Картменом. В епізодах Пандемія і Пандемія 2: Потрясіння він приєднується до четвірки головних героїв, але ненадовго: укінці він сам іде, уважаючи, що вони завжди знаходять «неприємності собі на ніс», а вони не хочуть його приймати до себе, бо він протягом усіх пригод ходив за ними і нив. В епізоді Твік проти Крейга Ерік намагався довести, що Крейг сильніший за Твіка. Усе дійшло до того, що їх поставили на ринг, але обидва не вміли битися взагалі, пояснюючи це тим, що «вони цього раніше ніколи не робили». У серії 811 через Крейга закривається шоу новин школи Південного Парку, оскільки Крейгове власне шоу має великі рейтинги. 

### Характер
Крейг рідко виявляє будь-які емоції, його мова завжди монотонна, ніколи на крик не зривається, посміхається у виняткових випадках. Знаходить вигоду скрізь, де він кращий за кого-небудь — це можна зрозуміти в серії 811. Його хуліганство дійшло до такої міри, що він показав середній палець директору. (Події South Park: The Stick of Truth) Дуже любить говорити «начхати», коли його карають і кажуть, що це погано. Незважаючи на свій «хуліганський» характер, Крейг завжди був чесним. В епізоді 610 в кінці він навіть вибачився перед хлопчиками за те, що їх бив, і обійнявся з Батерсом.

## Банда Крейга
Крейг — ватажок своєї власної банди, яка в деяких епізодах (801, 708) відкрито протистоїть четвірці головних героїв. Найчастіше до банди входять Джиммі Волмер, Токен Блек, Клайд Донован, Твік і сам Крейг.

## Сім'я
Томас Такер — батько Крейга. Найвищий дорослий у місті. Грубий з іншими членами сім'ї. Носить темно-синій светр і має рудий колір волосся.
 Лаура Такер — мати Крейга. Найвища доросла в місті. Як і її чоловік, дуже груба й невихована. Часто сперечається з чоловіком. Носить зелений сорочку з білим поясом.
Патрісія — молодша сестра Крейга. Незважаючи на вік, уже показує середній палець кожному члену сім'ї.

## South Park: The Stick of Truth
У грі Крейг вибрав сторону К.К.К. Клас — злодій. За словами Картмана, без Крейга палицю точно не повернути. Проходячи сюжетну лінію, ми повинні пройти квест з порятунку Крейга зі школи (він був покараний за те, що показав середній палець директору). Після його проходження, він виявиться вашим другом на Фейсбуці. Під час квесту із захоплення палиці в Барда, Крейг буде вам допомагати. Крейг є єдиною дитиною (крім новачка), якого зондували прибульці. Також, якщо штурмувати школу на стороні К.К.К, то Крейг буде знову з вами битися. Відразу після перемоги ельфів / К.К.К він стане на сторону Темряви, зрадивши К.К.К. Найкращий найманець Клайда. Є першим босом у квесті «Віддубась Клайда». Має досить сильний кинджал і можливість створювати клонів. Починає гру з 6 рівня, а закінчує вже 14.

## Зовнішній вигляд
Крейг має чорне волосся, і носить крижано-блакитну кепку чулло з крижано-блакитним піджаком з темно-синім коміром і парою чорних штанів. Здається, він найвищий хлопчик у класі.
Крейг – ґей; він має коханого, Твік Твік.